# 双葉推理賞
双葉推理賞（ふたばすいりしょう）は、かつて双葉社が主催していた短編推理小説の公募新人賞。1961年に創刊された『推理ストーリー』の創刊5周年を記念して募集された。
『推理ストーリー』は、1969年に『推理』、1973年に現在の『小説推理』に改称され、1979年から小説推理新人賞が募集されている。

## 選考委員
- 第1回 - 第2回：黒岩重吾、角田喜久雄、中島河太郎、南條範夫、松本清張
- 第3回 - 第4回：荒正人、黒岩重吾、高木彬光、角田喜久雄、南條範夫

## 受賞作
| 回（年）        | 応募総数 | タイトル                               | 受賞者     | 掲載                          |
| --------------- | -------- | -------------------------------------- | ---------- | ----------------------------- |
| 第1回（1966年） | 387編    | 「羊歯行」                             | 石沢英太郎 | 『推理ストーリー』1966年8月号 |
| 第1回（1966年） | 387編    | 【佳作】「かたきうち」                 | 志保田泰子 | 『推理ストーリー』1966年9月号 |
| 第2回（1967年） | 366編    | 「死の配達夫」                         | 大貫進     | 『推理ストーリー』1967年8月号 |
| 第3回（1968年） | 355編    | 【佳作（第一席）】「凍土のなかから」   | 稲見一良   | 『推理ストーリー』1968年8月号 |
| 第3回（1968年） | 355編    | 【佳作（第二席）】「港に雨の降る如く」 | 和久一     | 『推理ストーリー』1968年9月号 |
| 第4回（1969年） | 302編    | 「急行しろやま」                       | 中町信     | 『推理ストーリー』1969年8月号 |
| 第4回（1969年） | 302編    | 【佳作】「灰色の楽章」                 | 山村直樹   | 『推理』1969年9月号           |